# Avanza Zaragoza
Avanza Zaragoza, cuyo nombre legal es Transportes Urbanos de Zaragoza S.A. (denominada Autobuses Urbanos de Zaragoza S.A.U. hasta marzo de 2017), es una compañía privada filial de Avanza Movilidad Integral, concesionaria del servicio de transporte urbano mediante autobús en la ciudad de Zaragoza, capital de Aragón, desde agosto de 2013.
Es la mayor empresa privada que presta servicio de autobús urbano en una ciudad española.

## Historia
La compañía matriz se constituyó en el año 1885 con el nombre de Los Tranvías de Zaragoza, S.A., con el fin de explotar la concesión del tranvía urbano en Zaragoza, cambiando finalmente su nombre a Transportes Urbanos de Zaragoza, S.A. (TUZSA) al desaparecer el 23 de enero de 1976 la última línea de tranvías de la ciudad. En agosto de 2013, argumentándose en cuestiones económicas, y a pesar de sus crecientes beneficios, planteó un ERE en el que despidió a 153 trabajadores. La actual contrata ha sido anulada de pleno derecho por los tribunales de justicia al encontrarse varias irregularidades manifiestas en el proceso de adjudicación al que solo pudo presentarse Auzsa pues se impidió irregularmente el acceso de cualquier otro aspirante que no cumpliera unos requisitos que, tal como estaban definidos en los pliegos y, según la sentencia, solo podría cumplir Auzsa.

## Líneas y tarifas

### Líneas regulares
La red de Avanza Zaragoza está compuesta por 31 (a partir del 17 de marzo de 2025) líneas regulares, 2 lanzaderas, 4 circulares y 7 líneas búho (líneas nocturnas que prestan servicio los viernes, sábados y vísperas de festivos a partir de la 1 de la madrugada).
Avanza Zaragoza también realiza 3 rutas turísticas por Zaragoza, mediante 3 autobuses turísticos.
Haga clic en el número de línea para ver el artículo principal referido a ella.
| Línea | Recorrido                                          | Frecuencia media                          | Observaciones                                                                               |
| ----- | -------------------------------------------------- | ----------------------------------------- | ------------------------------------------------------------------------------------------- |
| 21    | BARRIO JESÚS MIRALBUENO                            | L: 8 min., S, D y F: 9 min.               |                                                                                             |
| 22    | LAS FUENTES BOMBARDA                               | L: 8 min., S, D y F: 12 min.              |                                                                                             |
| 23    | PARQUE VENECIA SIGLO XXI                           | L: 5 min., S, D y F: 9 min.               | Los domingos y festivos por la tarde acorta su recorrido a Clara Campoamor/Centro comercial |
| 25    | LA CARTUJA PUERTA DEL CARMEN                       | L: 10/11 min., S, D y F: 14 min.          |                                                                                             |
| 28    | COSO MONTAÑANA - PEÑAFLOR                          | 30 min                                    |                                                                                             |
| 29    | CAMINO DE LAS TORRES SAN GREGORIO                  | L: 10 min., S: 15 min D y F: 20 min       |                                                                                             |
| 30    | LAS FUENTES PLAZA ARAGÓN                           | L Y S: 6 min., D y F: 8 min.              |                                                                                             |
| 31    | PUERTO VENECIA ALJAFERÍA                           | L: 9 min., S: 11 min., D y F: 15 min.     |                                                                                             |
| 32    | SANTA ISABEL BOMBARDA                              | L: 7 min., S: 9 min., D y F: 12 min.      |                                                                                             |
| 33    | PINARES DE VENECIA DELICIAS                        | L: 5 min., S, D y F: 6 min.               |                                                                                             |
| 34    | ESTACIÓN DELICIAS CEMENTERIO/PARQUE DE ATRACCIONES | L Y S: 7 min., D y F: 9 min.              | Prolonga su recorrido hasta el Parque de Atracciones en los días de apertura del mismo      |
| 35    | PARQUE GOYA SEMINARIO                              | L Y S: 6 min., D y F: 10 min.             |                                                                                             |
| 36    | PICARRAL VALDEFIERRO                               | L: 10 min., S: 18 min., D y F: 20-25 min. |                                                                                             |
| 38    | BAJO ARAGÓN VALDEFIERRO                            | L: 7 min., S: 8 min., D y F: 11 min.      |                                                                                             |
| 39    | PINARES DE VENECIA VADORREY                        | L: 6 min., S: 8 min., D y F: 10 min.      |                                                                                             |
| 40    | SAN JOSÉ PLAZA ARAGÓN                              | L Y S: 5 min., D y F: 7 min.              |                                                                                             |
| 41    | PUERTA DEL CARMEN ROSALES DEL CANAL                | L Y S: 20 min., D y F: 25 min.            |                                                                                             |
| 42    | LA PAZ ACTUR-REY FERNANDO                          | L: 7 min., S: 6 min., D y F: 11 min.      |                                                                                             |
| 43    | JUSLIBOL ACTUR-REY FERNANDO                        | 30 min.                                   |                                                                                             |
| 44    | ESTACIÓN MIRAFLORES MARÍA ZAMBRANO                 | L: 10 min., S, D y F: 17 min.             | Prolonga su recorrido hasta el Campus Río Ebro en días laborales                            |
| 50    | VADORREY SAN GREGORIO                              | L : 15-30 min S: 30 min., D y F: 30 min.  |                                                                                             |
| 51    | PABELLÓN PRÍNCIPE FELIPE ESTACIÓN DELICIAS         | 10 min.                                   |                                                                                             |
| 52    | MIRALBUENO PUERTA DEL CARMEN                       | L: 12 min., S, D y F: 15 min.             |                                                                                             |
| 53    | PLAZA EMPERADOR CARLOS V MIRALBUENO                | L: 8 min., S: 11-17 min., D y F: 16 min.  |                                                                                             |
| 54    | ROSALES DEL CANAL TRANVÍA                          | L Y S: 9 min., D y F: 18 min.             |                                                                                             |
| 55    | MONTECANAL TRANVÍA                                 | L Y S: 8 min., D y F: 16 min.             |                                                                                             |
| 56    | VALDESPARTERA TRANVÍA                              | 20-22 min                                 |                                                                                             |
| 57    | CASABLANCA TRANVÍA                                 | L y S: 7 min D y F: 15 min.               |                                                                                             |
| 58    | FUENTE DE LA JUNQUERA TRANVÍA                      | 30 min.                                   |                                                                                             |
| 59    | ARCOSUR TRANVÍA                                    | L: 15 min S, D y F: 30 min                |                                                                                             |
| 60    | ACTUR-REY FERNANDO AVENIDA ESTUDIANTES             | L: 10 min S: 26 min D y F: 23 min         |                                                                                             |

| Línea | Recorrido                         | Frecuencia media                      | Observaciones                  |
| ----- | --------------------------------- | ------------------------------------- | ------------------------------ |
| Ci1   |                                   | L: 8 min., S: 10 min., D y F: 11 min. | Circula en sentido horario     |
| Ci2   |                                   | L: 8 min., S: 10 min., D y F: 11 min. | Circula en sentido antihorario |
| Ci3   | CIRCULAR 3 ESTACIÓN - LAS FUENTES | L: 5 min., S: 8 min., D y F: 11 min.  | Circula en sentido horario     |
| Ci4   | CIRCULAR 4 VADORREY - ESTACIÓN    | L: 5 min., S: 8 min., D y F: 11 min.  | Circula en sentido antihorario |

| Línea | Recorrido                         | Frecuencia media                    | Observaciones                                                                                       |
| ----- | --------------------------------- | ----------------------------------- | --------------------------------------------------------------------------------------------------- |
| C1    | PLAZA CANTERAS COMPLEJO FUNERARIO | 15 min.                             | Servicio gratuito                                                                                   |
| C4    | PLAZA CANTERAS PUERTO VENECIA     | L: 15 min S: 9-10 min D y F: 30 min | Presta servicio en días laborables, sábados y festivos que abren el Centro Comercial Puerto Venecia |

| Línea | Recorrido                                                                                             | Frecuencia media | Observaciones |
| ----- | --- | ---------------- | ------------- |
| N1    | PLAZA ARAGÓN - AVDA. CATALUÑA - LA JOTA - VADORREY - SANTA ISABEL                                     | 45 min.          |               |
| N2    | PLAZA ARAGÓN - ALMOZARA - ACTUR-REY FERNANDO - PARQUE GOYA - ARRABAL                                  | 30 min.          |               |
| N3    | Pº PAMPLONA - DELICIAS - VALDEFIERRO - MIRALBUENO - OLIVER                                            | 30 min.          |               |
| N4    | Pº PAMPLONA - AVDA. VALENCIA - ROMAREDA - CASABLANCA - MONTECANAL - ROSALES DEL CANAL - VALDESPARTERA | 30 min.          |               |
| N5    | PLAZA ARAGÓN - LAS FUENTES - SAN JOSÉ - LA PAZ - PARQUE VENECIA                                       | 45 min.          |               |
| N6    | Pº PAMPLONA - PLAZA ROMA - VÍA HISPANIDAD - Pº PAMPLONA - BAJO ARAGÓN - LA CARTUJA                    | 90 min.          |               |
| N7    | PLAZA ARAGÓN - ARRABAL - SAN GREGORIO - MONTAÑANA - PEÑAFLOR                                          | 90 min.          |               |

| Línea                                    | Recorrido              | Frecuencia media  | Observaciones                         |
| ---------------------------------------- | ---------------------- | ----------------- | ------------------------------------- |
| TD                                       | BUS TURÍSTICO DIURNO   | 40 min.           | Tarifa especial                       |
| TN                                       | BUS TURÍSTICO NOCTURNO | Una salida 21:45h | Tarifa especial                       |
| MB                                       | MEGABÚS (BUS INFANTIL) | 3 salidas al día  | Tarifa especial / Servicio para niños |
| Última actualización: 1 de enero de 2019 |                        |                   |                                       |

### Líneas especiales

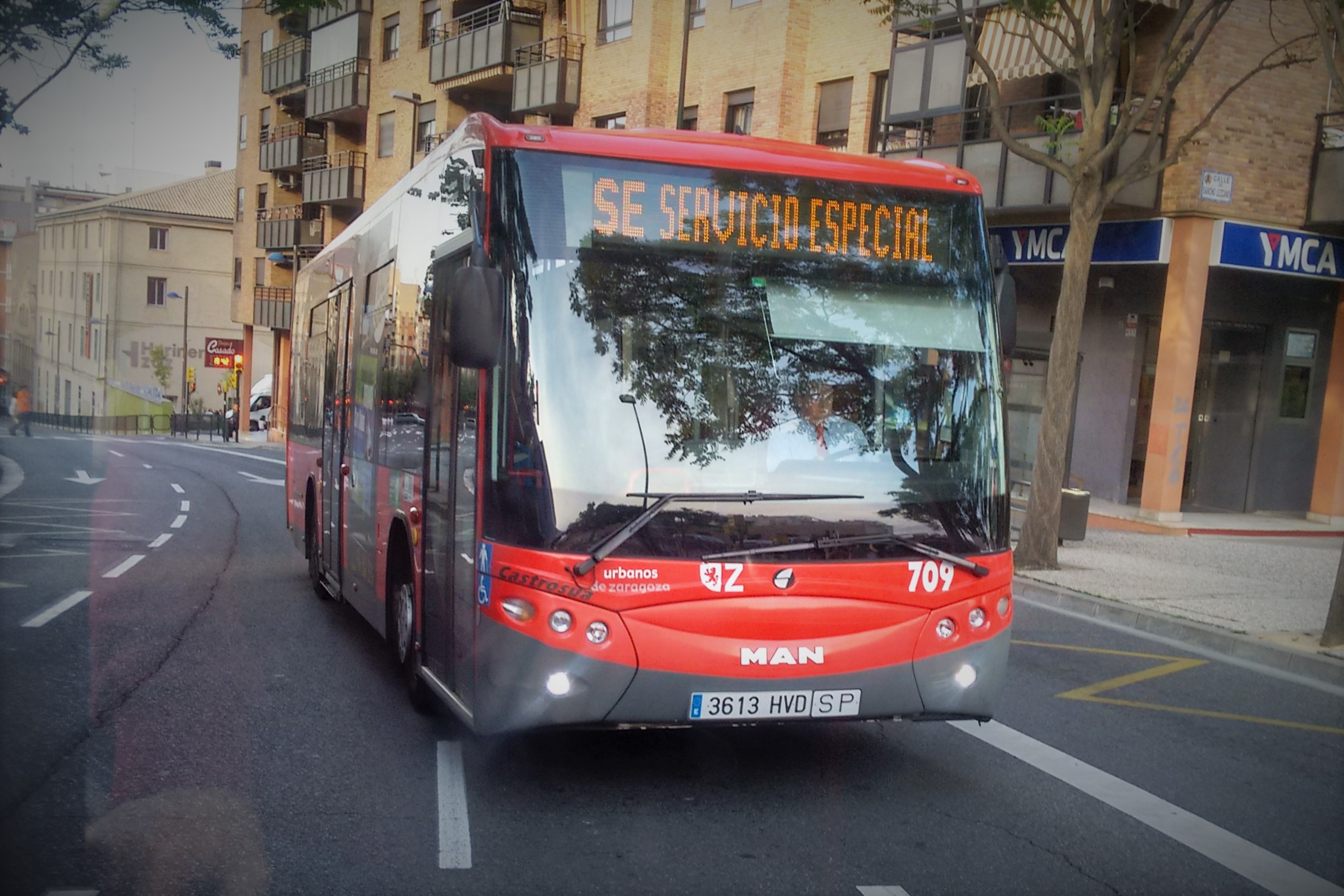
Autobús de Avanza Zaragoza, prestando servicio especial.

| Línea                                    | Recorrido                                   | Frecuencia media      | Observaciones |
| ---------------------------------------- | ------------------------------------------- | --------------------- | --- |
| V1                                       | PUERTA DEL CARMEN VALDESPARTERA             | 5 min.                | Servicio en las Fiestas del Pilar. Servicio nocturno                                                                              |
| V4                                       | VALDESPARTERA P° CONSTITUCIÓN               | 7 min.                | Servicio en las Fiestas del Pilar. Servicio nocturno                                                                              |
| V6                                       | PASEO MARÍA AGUSTÍN NORIA SIRIA             | 5 min.                | Servicio en las Fiestas del Pilar los días 9, 10, 11 y 12 de octubre de 2021 de 18:00h a 01:40h.                                  |
| ESP                                      | PUERTA DEL CARMEN PARKING NORTE             | 4 min.                | Servicio en las Fiestas del Pilar. Servicio nocturno                                                                              |
| ESP                                      | PUERTA DEL CARMEN PLAZA EUROPA              | 25 min.               | Línea con motivo de las obras de reurbanización en la avenida César Augusto desde el 6/11/2025 hasta aproximadamente 10 meses.    |
| 34E                                      | PUERTA DEL CARMEN PARQUE DE ATRACCIONES     | 6 min.                | Servicio en las Fiestas del Pilar y en el día de la fiesta estudiantil de San Pepe (segunda quincena de marzo). Servicio nocturno |
| CEM                                      | PUERTA DEL CARMEN CEMENTERIO                | 9 min.                | Servicio en Todos los Santos |
| CEM                                      | PLAZA SAN MIGUEL CEMENTERIO                 | 11 min.               | Servicio en Todos los Santos |
| LAN                                      | PARQUE DE ATRACCIONES CEMENTERIO            | 20 min.               | Servicio en Todos los Santos |
| E5M                                      | PUERTA DEL CARMEN PARQUE DE ORIENTE         | 13 min.               | Servicio en la Cincomarzada |
| ES7                                      | PUERTA DEL CARMEN PASARELA DEL VOLUNTARIADO | Variable según el año | Servicio en el Festival Vive Latino de 2022, 2023 y 2024                                                                          |
| Última actualización: 16 de mayo de 2025 |                                             |                       | |

### Líneas desaparecidas
| Línea | Recorrido                                      |
| ----- | ---------------------------------------------- |
| 20    | CASABLANCA POLÍGONO DE SANTIAGO                |
| 23C   | PLAZA ARAGÓN POLÍGONO SANTIAGO                 |
| 24    | LAS FUENTES VALDEFIERRO                        |
| 26    | PASEO INDEPENDENCIA PARQUE DEPORTIVO EBRO      |
| 27    | PUERTA DEL CARMEN PARQUE DEPORTIVO EBRO        |
| 29C   | PICARRAL CAMINO DE LAS TORRES                  |
| 37    | FRAY JULIÁN GARCÉS PARQUE DE ATRACCIONES       |
| 45    | PLAZA PARAÍSO SANTA ISABEL                     |
| 48    | PASEO PAMPLONA PARQUE DEL AGUA/MERCADILLO      |
| 128   | PLAZA MOZART MONTAÑANA/PEÑAFLOR                |
| 129   | PLAZA SAN FRANCISCO PLAZA MOZART               |
| 141   | PLAZA EMPERADOR CARLOS V ROSALES DEL CANAL     |
| 142   | ESTACIÓN DELICIAS ACTUR/KASAN                  |
| C2    | PARQUE GOYA ACTUR-REY FERNANDO                 |
| C3    | PLAZA EMPERADOR CARLOS V VALDESPARTERA         |
| C5    | PLAZA EMPERADOR CARLOS V FUENTE DE LA JUNQUERA |
| C6    | CONEXIÓN LÍNEAS CENTRO                         |
| C7    | MONTECANAL VALDESPARTERA                       |

### Tarifas vigentes
| Tipo de tarifa                                         | Precio                                                                                 |
| ------------------------------------------------------ | -------------------------------------------------------------------------------------- |
| Billete sencillo                                       | 1,65 € (en servicio nocturno Líneas Búho 1,00 €)                                       |
| Tarjeta Bus                                            | 7,00 € (recarga mínima 5,00 €)                                                         |
| Abono de 30 días (mensual)                             | 40,00 €                                                                                |
| Abono de 90 días (trimestral)                          | 104,90 €                                                                               |
| Abono de 365 días (anual)                              | 359,45 €                                                                               |
| Tarjeta pensionista                                    | gratuita                                                                               |
| Tarjeta Interbus                                       | 12,00 € (recarga mínima 5,00 €)                                                        |
| Tarjeta Lazo                                           | 12,00 € (recarga mínima 5 €)                                                           |
| Viaje sencillo con Tarjeta Bus/Interbus/Ciudadana/Lazo | 0,41 € (transbordo gratuito en una hora excepto con la misma línea en sentido opuesto) |

## Flota de Autobuses

### Autobuses Estándar

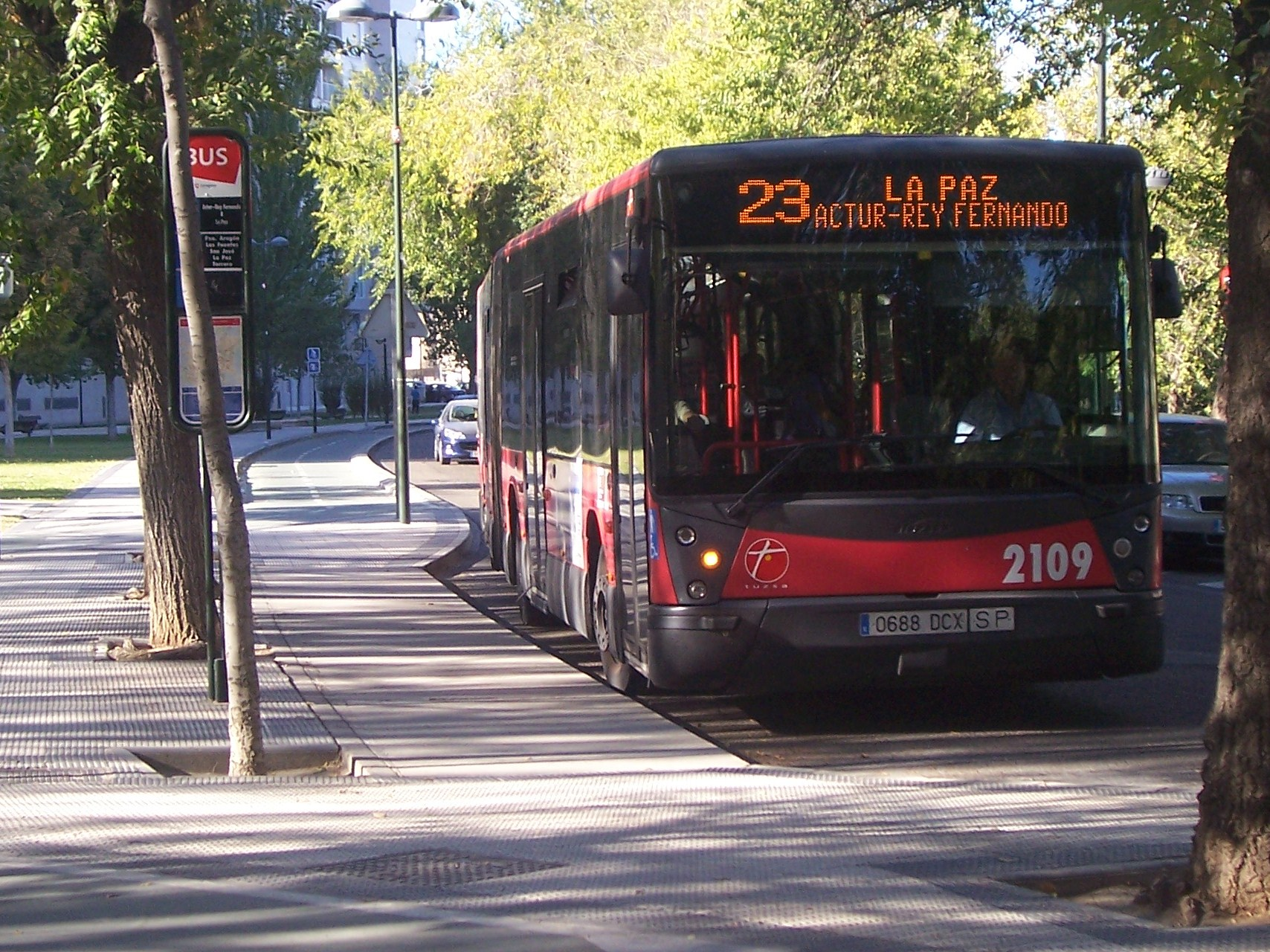
MAN NG313-F, con carrocería Hispano Habit, prestando servicio.

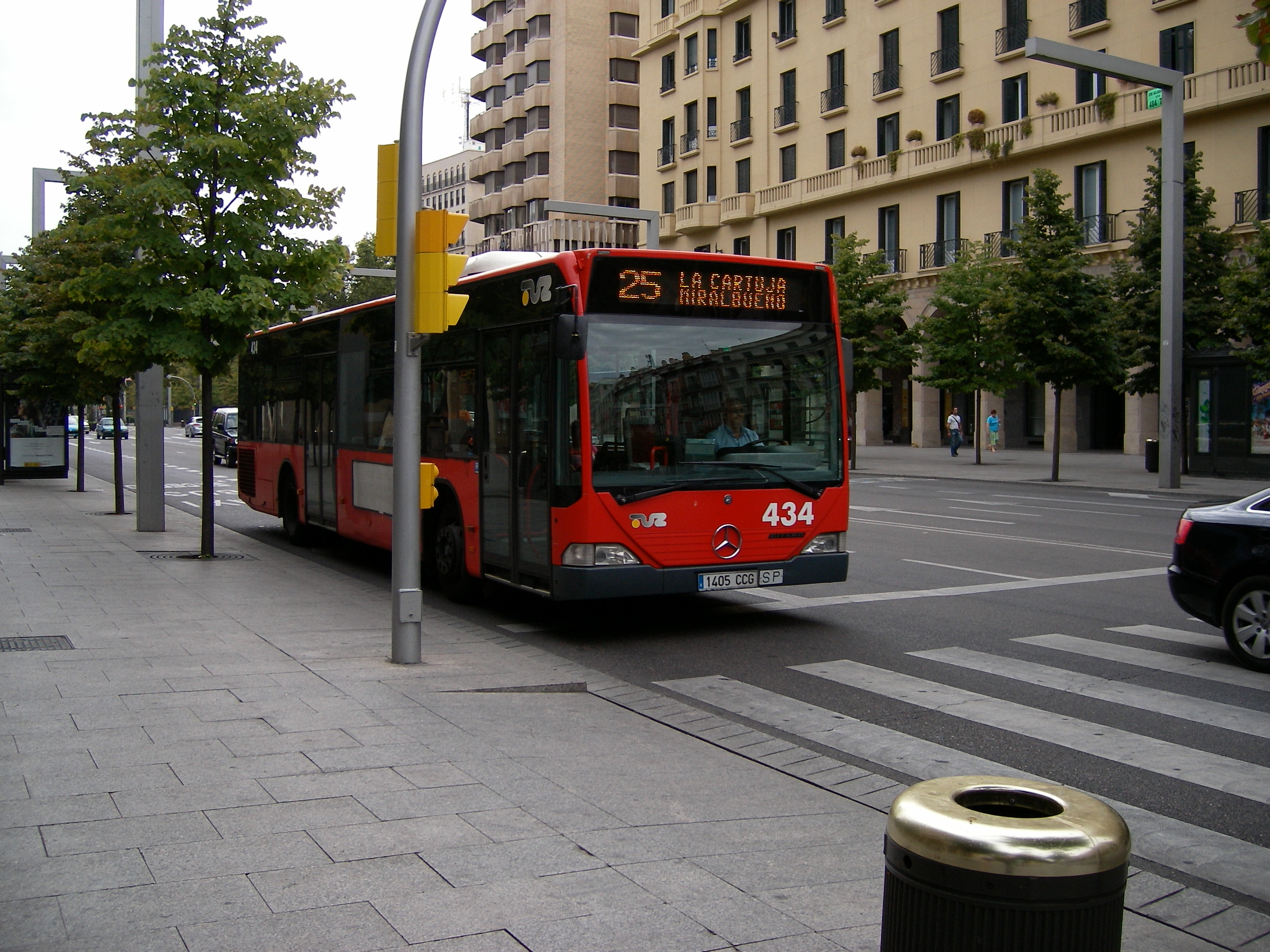
Mercedes-Benz O-530, con carrocería Evobus Citaro, prestando servicio.

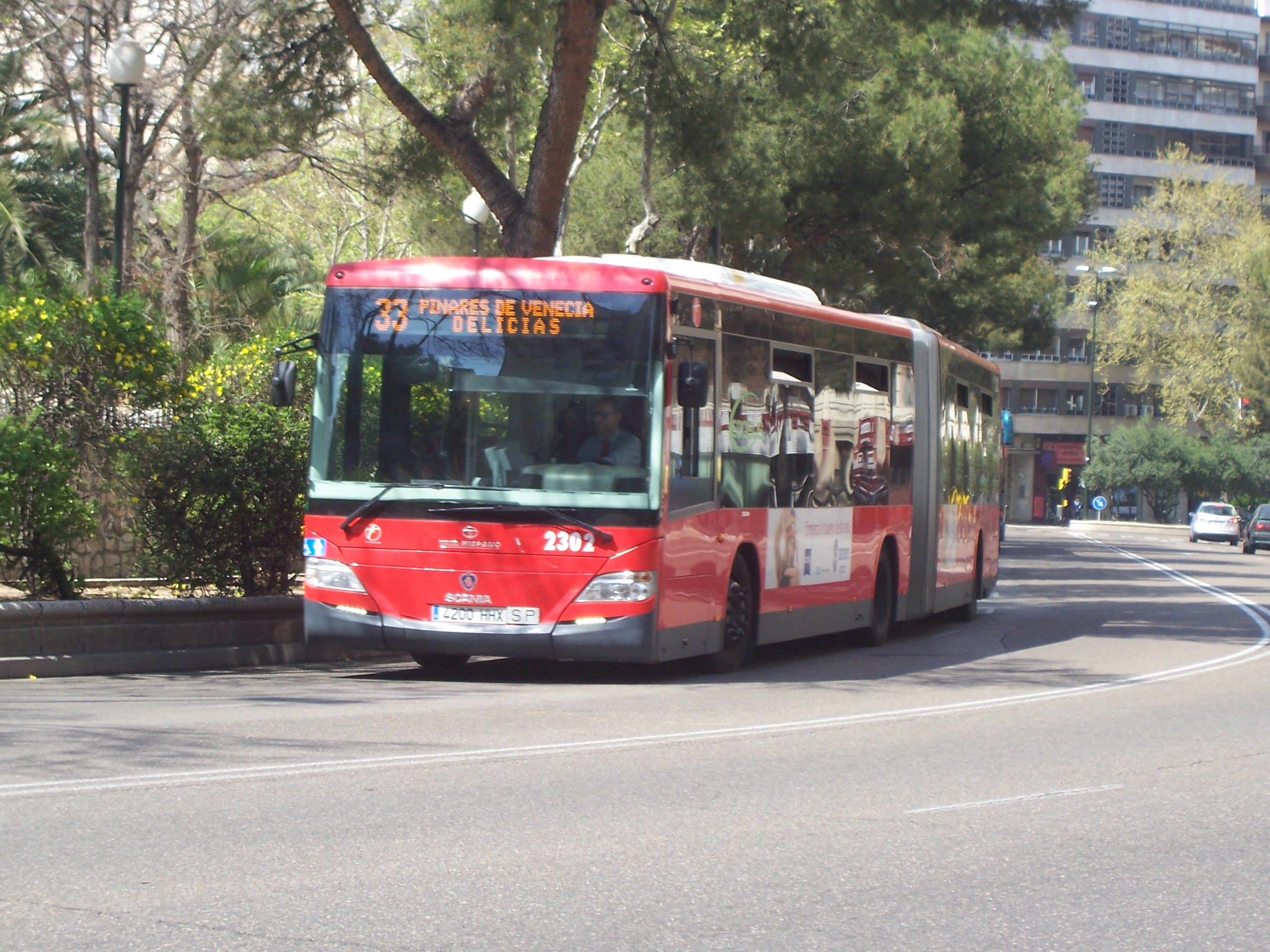
Scania Serie N, con carrocería Tata Hispano Area, prestando servicio.

| Modelo (carrocería)                              | Unidades                | Serie original                         | Año(s)                                |
| ------------------------------------------------ | ----------------------- | -------------------------------------- | ------------------------------------- |
| Irisbus Iveco CityClass (Noge Cittour)           | 39                      | 4500 (4546-4584) ant. 500 (546-584)    | 2005                                  |
| Mercedes-Benz O-530 (Evobus Citaro)              | 30                      | 4400 (4447-4476) ant. 400 (447-476)    | 2006-2007                             |
| MAN NG313-F Ecobus (Hispano Habit)               | 17                      | 4800 (4818-4834) ant. 2100 (2118-2134) | 2006                                  |
| Irisbus Iveco CityClass Ecobus (Hispano Habit)   | 35                      | 4600 (4601-4635) ant. 600 (601-635)    | 2008-2009                             |
| Irisbus Iveco Citelis (Tata Hispano Habit)       | 8                       | 4600 (4636- 4643) ant. 600 (636-643)   | 2010                                  |
| Irisbus Iveco Citelis (Hispano Habit)            | 27                      | 4900 (4901-4927) ant. 2200 (2201-2227) | 2008-2009                             |
| Irisbus Iveco Citelis Ecobus (Tata Hispano Area) | 10                      | 4600 (4644-4653) ant. 600 (644-653)    | 2011                                  |
| Scania Serie N Ecobus (Tata Hispano Area)        | 2                       | 4900 (4928-4929) ant. 2300 (2301-2302) | 2012                                  |
| MAN NM223.3-F (Castrosua Magnus)                 | 10                      | 4700 (4701-4710) ant. 700 (701-710)    | 2013                                  |
| MAN NG313-F (Castrosua CityVersus)               | 22                      | 4800 (4835-4856) ant. 2100 (2135-2156) | 2014-2016                             |
| MAN NL283-F (Castrosua CityVersus)               | 15                      | 4800 (4801-4815) ant. 800 (801-815)    | 2015-2016                             |
| MAN NL283-F (Castrosua CityVersus)               | 15                      | 4800 (4857-4871) ant. 800 (816-830)    | 2016                                  |
| Volvo 7900 Hybrid (Volvo)                        | 4                       | 4800 (4872-4875)                       | 2017                                  |
| Volvo 7900 Hybrid (Volvo)                        | 55                      | 4900 (4930-4984)                       | 2018                                  |
| Volvo 7900 Hybrid (Volvo)                        | 17                      | 4600 (4654-4670)                       | 2019                                  |
| Volvo 7900 Hybrid HL (Volvo)                     | 18                      | 4800 (4881-4898)                       | 2019                                  |
| BYD K9UB (BYD)                                   | 2                       | 4200 (4208-4209)                       | 2019                                  |
| Irizar i2e (Irizar)                              | 2                       | 4200 (4210-4211)                       | 2019                                  |
| Volvo 7900 Hybrid HL (Volvo)                     | 17                      | 4600 (4671-4687)                       | 2020                                  |
| Irizar ie tram 12m                               | 51                      | 4200 (4230-4280)                       | 2022-2024                             |
| Irizar ie Tram 18m                               | 17                      | 4300 (4301-4317)                       | 2022-2024                             |
| Mercedes Benz eCitaro 12m                        | 1 (otros 24 pendientes) | 4100 (4110-4135)                       | 2025                                  |
| Mercedes Benz eCitaro 18m                        | 1 (otros 14 pendientes) | 4300 (4320-4335)                       | 2025                                  |
| Total                                            | 415                     | (no todas las series están completas)  | (no todas las series están completas) |

### Autobuses Retirados

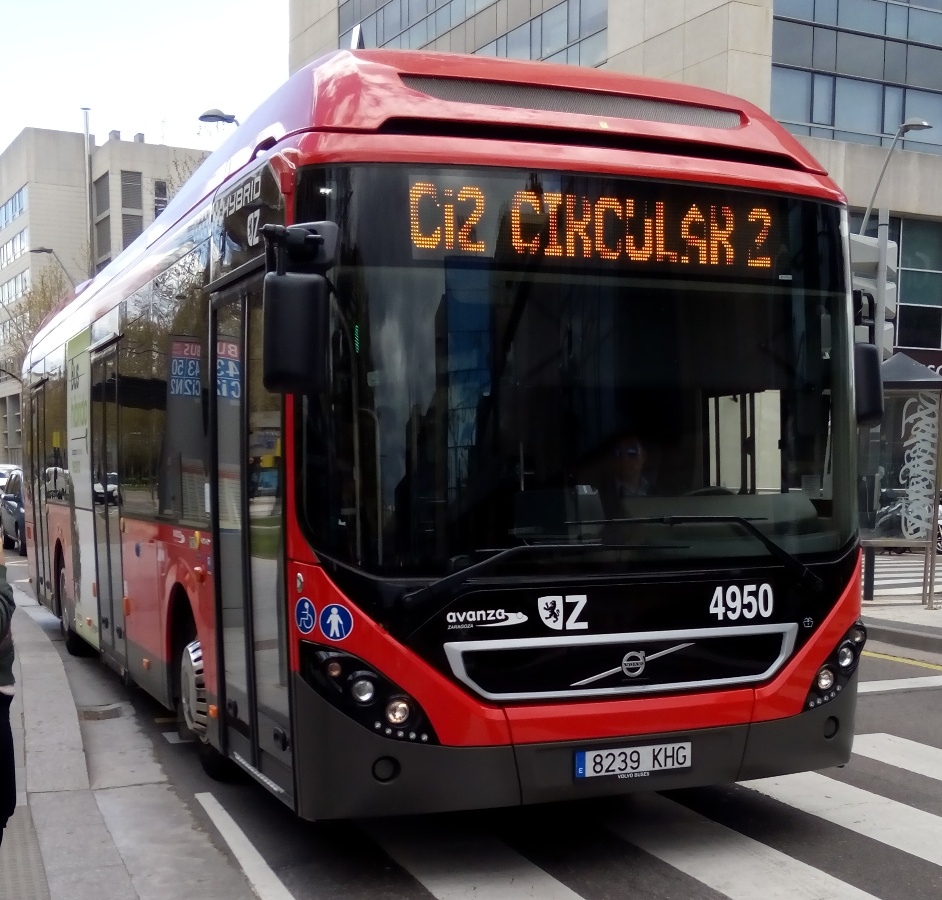
Autobús híbrido volvo 7900 hybrid 4800 en Pablo neruda

| Modelo (carrocería)                     | Unidades | Serie original                                          | Año(s)    |
| --------------------------------------- | -------- | ------------------------------------------------------- | --------- |
| Irisbus Iveco CityClass (Hispano Habit) | 45       | 4500 (4501-4545) ant. 500 (501-545)                     | 2002-2003 |
| Mercedes-Benz O-530 (Hispano Habit)     | 6        | 4400 (4441-4446) ant. 400 (441-446)                     | 2003      |
| MAN NG313-F (Hispano Habit)             | 17       | 4000 (4066-4080) 4800 (4816-4817) ant. 2100 (2101-2117) | 2004      |
| MAN NG363-F (Carsa CS-40 City II)       | 2        | 4800 (4081-4082)                                        | 2004      |
| MAN NM223-F (Castrosua Magnus)          | 2        | 4700 (4711-4712)                                        | 2005      |

### AutobusesPMRs
| Modelo            | Unidades | Serie original                      |
| ----------------- | -------- | ----------------------------------- |
| Renault PS 160.09 | 2        | 19-20                               |
| Renault PP 180    | 1        | 21                                  |
| Dennis Dart SLF   | 10       | 22-31                               |
| Total             | 13       | (todas las series, están completas) |

### Autobuses Turísticos
| Modelo      | Unidades |
| ----------- | -------- |
| MAN NL 223D | 5        |
| Total       | 5        |

## Sindicalismo en Avanza Zaragoza
Dentro de Autobuses Urbanos de Zaragoza S.A.U. están presentes los sindicatos Colectivo Unitario de Trabajadores (CUT), Comisiones Obreras (CC. OO.), Sindicato Aragonés de Trabajadores del Transporte (SATTRA), Unión General de Trabajadores (UGT) y CSIF CSI-CSIF.